# Tvååkers Idrottsförening
Il Tvååkers Idrottsförening (meglio noto come Tvååkers IF o semplicemente Tvååker) è una società calcistica svedese con sede nell'omonima area urbana di Tvååker, sul territorio del comune di Varberg. Disputa le proprie partite casalinghe presso l'Övrevi IP.

## Storia
Il club fu creato nel 1920 da Karl Pettersson, Joel Svensson, Oskar Ek, Albert Andersson e Johannes Gustavsson. Sin dalla sua fondazione, la squadra ha partecipato principalmente ai campionati medio-bassi del calcio svedese.
Al termine della stagione 2010, al novantesimo anniversario di nascita del club, la formazione rossoblu è salita per la prima volta in Division 2, il quarto livello del calcio svedese.
Cinque anni più tardi, il Tvååkers IF ha conquistato la prima storica promozione in Division 1, la terza serie nazionale. La retrocessione arrivò dopo un solo anno, ma anche la risalita in Division 1 fu immediata.